# Михаил Калинин (лайнер)
Михаил Калинин — головной советский четырёхпалубный пассажирский лайнер (англ. ocean liner), давший название классу Михаил Калинин — перестроенный и использовавшийся с 70-х годов как круизное судно — был построен по советскому заказу на верфи VEB Mathias-Thesen-Werft Wismar в Висмаре (ГДР) в 1958 году. Судно было названо в честь советского государственного и партийного деятеля Михаила Ивановича Калинина.

## История
Судно под заводским номером 101 было заложено в 1956 году, спущено на воду в 1958 году и передано Балтийскому морскому пароходству в Ленинграде в июле 1958 года, после чего сразу же заступило на линию Ленинград-Стокгольм. Михаил Калинин явился головным класса грузопассажирских морских судов Михаил Калинин, проект 101, немецкое обозначение Seefa 340 (нем. Seefahrgastschiff für 340 Passagiere — морское пассажирское судно на 340 пассажиров), изготавливавшихся с 1958 по 1964 год и ставшего самым крупносерийным проектом среди морских заказов в СССР, включавшего Михаила Калинина и ещё 18 «сестёр», судов-близнецов.
В 70-х годах судно прошло модернизацию и использовалось как круизное судно для советских и иностранных туристов.
После развала СССР в 1994 судно было продано "на булавки" и шестого ноября 1994 года прибыло под российским триколором в Аланг (Индия) на кладбище.

## На борту
В распоряжении пассажиров имелись салоны I, II и III класса, а также курительный салон на 16 мест. Для питания и отдыха пассажиров имелся ресторан I и II класса на 80 мест и ресторан III класса на 56 человек. Небольшой бар вмещал 18 посетителей. Две парикмахерских, амбулатория, лазарет, библиотека, изолятор и промтоварный киоск. Помещения судна имели искусственную и естественную вентиляцию, а также осуществлялось кондиционирование пассажирских, жилых, служебных и общественных помещений.